# Dimitri Foulquier
Dimitri Foulquier (ur. 23 marca 1993 w Sarcelles) – gwadelupski piłkarz francuskiego pochodzenia występujący na pozycji obrońcy w hiszpańskim klubie Valencia oraz w reprezentacji Gwadelupy.

## Kariera klubowa
Karierę zaczynał w Stade Rennais FC. W Ligue 1 zadebiutował 2 października 2011 roku w przegranym meczu z Lille OSC. Swój pierwszy zawodowy sezon zakończył z trzema występami wśród profesjonalistów, w tym w Lidze Europy przeciwko Atletico Madryt na Vicente Calderón.

## Kariera reprezentacyjna
W 2012 roku Foulquier zadebiutował w reprezentacji Francji U-20.

## Statystyki kariery
| Sezon   | Klub             | Kraj      | Rozgrywki        | Mecze | Bramki | Rozgrywki Europy | Mecze | Bramki |
| ------- | ---------------- | --------- | ---------------- | ----- | ------ | ---------------- | ----- | ------ |
| 2011/12 | Stade Rennais FC | Francja   | Ligue 1          | 2     | 0      | Liga Europy UEFA | 1     | 0      |
| 2012/13 | Stade Rennais FC | Francja   | Ligue 1          | 15    | 0      | –                | –     | –      |
| 2013/14 | Granada CF       | Hiszpania | Primera División | 24    | 0      | –                | –     | –      |
| 2014/15 | Granada CF       | Hiszpania | Primera División | 25    | 0      | –                | –     | –      |
| 2015/16 | Granada CF       | Hiszpania | Primera División | 21    | 1      | –                | –     | –      |
| 2016/17 | Granada CF       | Hiszpania | Primera División | 22    | 0      | –                | –     | –      |
| 2017/18 | RC Strasbourg    | Francja   | Ligue 1          | 16    | 0      | –                | –     | –      |
| 2018/19 | Getafe CF        | Hiszpania | Primera División | 25    | 3      | –                | –     | –      |

Stan na: 19 maja 2019 r.